# روبرت بيريند
أنطون فريدريش روبرت بيريند (17 ديسمبر 1856 – 15 سبتمبر 1926) كان كيميائيًا ألمانيًا متخصصًا في الكيمياء العضوية التحليلية، أجرى دراسات رائدة في مجالي الكيمياء الفراغية (الاستيريوكيمياء) والتماثل (الإيزوميرية). كما كان أول من قام بتخليق حمض اليوريك، وابتكر طريقة المعايرة الجهدية (المعايرة بالقياس الجهدي). وقد سُمِّيت تفاعلات إعادة ترتيب النتورونات نسبةً إليه.
وُلد بيريند في هاربورغ لوالده كارل، الذي كان يعمل في التجارة، ووالدته لويز إليزابيث مارغريت كارول (اسم عائلتها قبل الزواج: هيمبيك). نشأ في مدينة هامبورغ. التحق بفوج المشاة عام 1876، ودرس القانون لبعض الوقت قبل أن يتحوّل إلى دراسة الفيزياء تحت إشراف إميل غابرييل واربورغ. في عامي 1877 و1878، حاول دراسة الكيمياء في جامعة لايبزيغ تحت إشراف هيرمان كولبه، لكنه رُفض لأنه لم يكن يمتلك المعرفة الكافية في هذا المجال. ثم عمل مع غوستاف هاينريش فيدمان ونال درجة الدكتوراه في الكيمياء العضوية عام 1881. أصبح أستاذًا في عام 1889، وفي عام 1897 انتقل إلى الكلية التقنية في هانوفر حيث عمل على أبحاث في الكيمياء الفراغية. وكان من أوائل من نجحوا في تخليق حمض اليوريك، وكذلك مركبات الكوكوربيتوريلات.
كان بيريند يتمتع بصحة جيدة ويحب النشاطات الخارجية، غير أن حالته الصحية بدأت بالتدهور منذ عام 1922، فتقاعد عام 1924، وتوفي عام 1926 خلال تفشٍ لحمى التيفوئيد.
تزوج بيريند من إليزابيث تيشندورف عام 1886، ورُزق منها بابن وثلاث بنات، إحداهن كانت المصورة الفوتوغرافية كاتارينا إليونوره بيريند (1888–1973).